# Bourgvallées
Bourgvallées es una comuna nueva francesa situada en el departamento de Mancha, de la región de Normandía.

## Historia
Fue creada el 1 de enero de 2016, en aplicación de una resolución del prefecto de Mancha de 9 de diciembre de 2015 con la unión de las comunas de Gourfaleur, La Mancellière-sur-Vire, Saint-Romphaire y Saint-Samson-de-Bonfossé, pasando a estar el ayuntamiento en la antigua comuna de Saint-Samson-de-Bonfossé.
El 1 de enero de 2019 absorbió las comunas de Le Mesnil-Herman y Soulles.

## Demografía
Según los datos aportados en la última resolución del prefecto de Mancha, la comuna pasa a tener 3263 habitantes.

## Composición
| Comuna fusionada         | Código INSEE | Población (2021) | Superficie (km²) | Densidad (hab./km²) |
| ------------------------ | ------------ | ---------------- | ---------------- | ------------------- |
| Gourfaleur               | 50213        | 460              | 8.45             | 54                  |
| La Mancellière-sur-Vire  | 50287        | 548              | 6.80             | 81                  |
| Le Mesnil-Herman         | 50313        | 139              | 1.91             | 73                  |
| Saint-Romphaire          | 50545        | 771              | 9.97             | 77                  |
| Saint-Samson-de-Bonfossé | 50546        | 926              | 6.28             | 147                 |
| Soulles                  | 50581        | 9999             | 9999             | 31                  |